# Germania II
Pour les articles homonymes, voir Germania.
Le Germania II est un sloop construit en 1934 pour Gustav Krupp von Bohlen und Halbach propriétaire de l'entreprise Krupp à Essen. C'est le deuxième des six bateaux construits pour la famille Krupp.

Son port d'attache était le Yacht-Club de Kiel  en  Allemagne.

Son immatriculation de voile était : 8 G5.

## Histoire
Après avoir perdu leur premier yacht, la goélette Germania durant la Première Guerre mondiale, Gustav Krupp décide la construction du Germania II en 1934. Celui-ci est réalisé au chantier naval Abeking & Rasmussen de Lemwerder sur des plans de l'architecte naval Henry Rasmussen. C'est un sloop de régate à la Jauge internationale 8MR pour participer aux Jeux olympiques d'été de 1936 à Kiel. Il est mis à l'eau, après son transport ferroviaire, au Yacht-Club de Kiel.

Le Germania II fut l'un des premiers conçus de cette classe de voilier olympique. Il n'y avait qu'un peu plus de vingt bateaux de ce type en compétition dont deux en Allemagne, Marie et Lahn II acquis à l'étranger. Le Germania II lors de régates en 1934 et 1935, ne montrant pas beaucoup de qualités, Alfried Krupp ordonne la construction du Germania III un an avant les Jeux olympiques.

Après 1936, Gustav Krupp vend le Germania II à Hns Howaldt le skipper de Germania III. Le bateau est modifié pour la croisière et prend le nom de Inga VIII. Il navigua sur le lac Wannsee à Berlin. Après le Seconde Guerre mondiale il est retrouvé détruit dans ses quartiers d'hiver à Potsdam.

## Autres yachts nommésGermania
- Germania, 1908,
- Germania II, 1934,
- Germania III, 1935,
- Germania IV, 1939,
- Germania V, 1955,
- Germania VI, 1963.